# 甘河子河

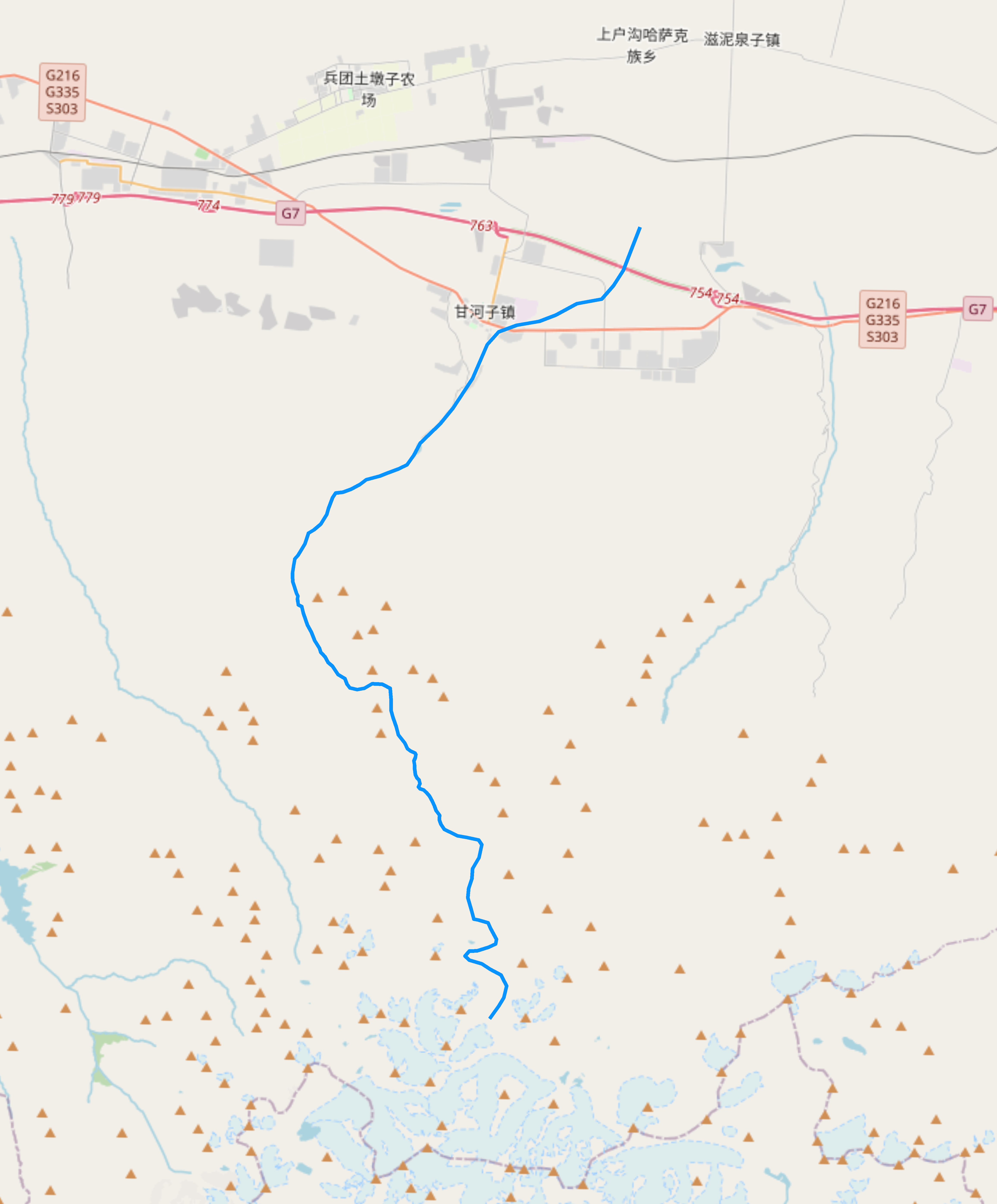
甘河子河干流走向

甘河子河，位于中华人民共和国新疆维吾尔自治区昌吉回族自治州阜康市境内的一条河流，发源于阜康市南部天山山脉博格达峰正北方一山谷冰川冰舌尾端，自东南向西北流，在左岸支流五工沟汇合口附近转东北流，之后约8千米注入甘河子水库，大部分河水出库后被引入天龙干渠，灌溉山前冲积平原区新疆生产建设兵团第六师土墩子农场和阜康市上户沟哈萨克族乡灌区，余水沿河道出山口后，先向东北绕甘河子镇东侧，后又转向北穿越冲积平原及下游灌区，散失在灌区下游荒漠中。山口以上河长32千米，集水面积209平方千米，年均径流量0.26亿立方米。